# Башкирський науково-дослідний інститут сільського господарства
Башкирський науково-дослідний інститут сільського господарства — провідна науково-дослідна установа республіки, що займається селекцією сільськогосподарських культур, молочної худоби, продуктивного конярства і кумисоробства.

## Історія
У 1910 році Уфимські земські збори Російської Імперії постановили створити сільськогосподарську дослідну станцію біля села Чишми Самаро-Златоустівської залізниці. Першим директором станції був А. Н. Прохоров. На станції діяли: дослідне поле, метеорологічна станція, лабораторія, сільськогосподарський ботанічний сад, польове господарство, дослідно-лугова ділянка, вегетаційний будиночок, музей.
У 1929 році дослідна станція була перетворена на Башкирську обласну дослідну станцію, в 1931 році — в Чишминську селекційно-дослідну станцію, в 1935 р. — Башкирський науково-дослідний інститут землеробства і тваринництва, у 1937 році — на Башкирську державну селекційну станцію. У 1956 році на її базі був створений Башкирський науково-дослідний інститут сільського господарства.
Інститут у 1983 році був перетворений на два інститути — Башкирський науково-дослідний інститут землеробства і селекції польових культур і Башкирський науково-дослідний проектно-технологічний інститут тваринництва і кормовиробництва.
У 1998 році знову перетворений на Башкирський науково-дослідний інститут сільського господарства.
Протягом історії інституту у ньому було виведено понад 235 сортів сільськогосподарських культур.
У різні роки в інституті працювали селекціонери С. А. Кунакбаєв, В. Х. Хангільдін, Л. Н. Стрєляєва, Р. І. Болотіна, А. Н. Біктімиров — автори популярних башкирських сортів озимого жита, гороху, винограду та інших сільськогосподарських культур.
До видатних досягнень інституту відносяться сорти: короткостеблового озимого жита Чулпан з урожайністю 65-70 центнерів з гектара (Герой Соціалістичної Праці, почесний академік АН РБ С. А. Кунакбаєв та інші), зернового гороху (почесний академік АН РБ, доктор сільськогосподарських наук В. Х. Хангильдин та ін); винограду, що достигає в регіонах північніше 55-ї паралелі (лауреат Державної премії СРСР Л. М. Стреляєва та інші); створення молочного і м'ясного типів башкирської породи коней — Ірандикський, Учалинський; розробка технології сушіння кобилячого молока для продуктів дитячого харчування та приготування кумису (доктор сільськогосподарських наук І. А. Сайгін та інші).
Включено до Держреєстру 20 сортів, отримано 12 патентів на селекційні досягнення: з м'якої ярої пшениці — Башкирська 26, Башкирська 28, Екада 66, Екада 70; з твердої ярої пшениці — Башкирська 27; з гороху — Чишминський 229, з гречки — Ілішевська, Башкирська червоностеблова; з суданської трави — Чишминськая рання, Якташ; з сорго-суданкового гібриду — Чишминський 84, з гороху — сорт «Пам'яті Хангильдина».
В даний час[коли?] сортами інституту засівається понад 3 млн га ріллі в Росії, в Башкортостані — близько 1 млн га.
В інститути сформовані і працюють наукові школи землеробської науки під керівництвом відомих вчених: В. К. Гірфанова, Ш. А. Гайсина, Д. В. Богомолов, П. І. Смирнова, Г. Н. Лисака, Г. С. Смородіна, Н. Р. Бахтізіна, Е. М. Рахімова, Я. І. Ванюкова, Б. П. Шиленка, П. Я. Бульчука, С. А. Абдрашитова, Д. Б. Гареєва, У. Г. Гусманова, Н. Г. Фенченка, А. М. Ямалеєва, Б. Х. Сатиєва, В. М. Ширієва, М. Г. Малікова та інших.
В даний час в НДІ застосовуються сучасні методи досліджень. Так лабораторія молекулярно-генетичної експертизи акредитована МСГ Росії та інститут включені в перелік організацій Державного Племінного Реєстру як Організація обліку та контролю. Освоєні методики визначення достовірності походження. Бики-виробники перевіряються на наявність алелей особливо цінних ознак (B алель гена капа-казеїну) та можливі носійства спадкових хвороб.
В галузі рослинництва ПЛР застосовується для дослідження ДНК-поліморфізму різних сортів гороху посівного з виявленням сортів з найбільшим поліморфізмом. У зв'язку з появою в РБ достатньої кількості збиральної техніки, що дозволяє збирати з мінімальними втратами як вилягаючі, так і прямостоячі види культур, селекціонери НДІ в даний час віддають перевагу листочковим морфотипам які формують більшу врожайність завдяки наявності більш широкої фотосинтетичної поверхні.

## Структура інституту
Наказом ФАНО Росії від 1 серпня 2017 р. № 689п/о тимчасово виконувачем обов'язків директора ФДБНУ «Башкирський НДІСГ» призначено Чанишева Ільдара Олеговича, доктора сільськогосподарських наук.
В інституті працюють два селекційні центри з рослинництва — Чишминський селекційний центр з рослинництва і плодово-ягідних культур (кер. М. І. Мічурін) і Кушнаренківський селекційний центр з плодово-ягідних культур і винограду (кер. Р. А. Шафіков), інноваційно-технологічний центр з рослинництва, 5 наукових відділів і 18 лабораторій.

## Директорат
- А. Н. Прохоров;
- Хангільдін Васіх Хайдарович[ru] — з 1961 р.;
- Бахтізін Назіф Раянович — професор, кандидат с-г наук; Жданов Наїль Хайович кандидат с-г наук; Петров П. В. кандидат екон. наук; Мінєєв М.І кандидат с-г наук;
- Шаяхметов Ільдар Тимергасимович (1998—2008) — доктор економічних наук, заслужений працівник сільського господарства Республіки Башкортостан;
- Вакіль Миргалійович Ширієв — c 2008 р.
- Ільдар Олегович Чанишев — з 2017 р. — доктор сільськогосподарських наук

## Публікації
«Система ведення агропромислового виробництва в Республіці Башкортостан» Колектив авторів. — Уфа: АН РБ, Гілем, 2012. — 528 с.
«Плодово-ягідні культури в Республіці Башкортостан» В. М. Ширіев, М. Г. Абдєєва, Т. Г. Дьоміна, Р. А. Шафікова. — Уфа, 2012. — 174 с.
«Ефективність використання земель сільськогосподарського призначення» Р. У. Гусманов, А. Т. Абдрашитова. — Уфа, 2012. — 184 с.
«Технологія виробництва картоплі в Республіці Башкортостан». Колектив авторів. — Уфа, 2012. — 68 с.

## Праці
В інституті створені сорти плодово-ягідних культур:
- Яблуні Башкирське Зимове[ru], Башкирський Смарагд[ru], Башкирський Красень[ru], Бельфлер Башкирський[ru], Урал-тау
- Груші Башкирська Осіння[ru], Башкирська Літня
- Виноград, адаптований до місцевих умов: Олександр[ru][2], Башкирський Ранній[ru], Ювілейний[ru], Пам'яті Стреляєвої, Карагай.
- Жито Чулпан[ru], Пам'яті Кунакбаєва[ru].
- Гарбуз Уфимський[ru]
- Пшениця Башкирська 26[ru], Башкирська 28[ru], Екада 66[ru], Екада 70[ru]
- Гречка Башкирська Червоностеблова[ru]
- Суданська трава Чишминська Рання[ru], Чишминський 84[ru], Якташ[ru].
- Картопля Башкирська[ru]
- Смородина чорна Караїдель[ru][3]

Всього за 100 років в інституті створено понад 235 сортів сільськогосподарських культур.